# Wydawnictwo Arbitror
Wydawnictwo Arbitror – polskie wydawnictwo powstałe w czerwcu 2017, z siedzibą w Warszawie. Prowadzone przez pisarza i dziennikarza śledczego Tomasza Piątka i publicystę i komentatora życia publicznego Marcina Celińskiego.

## Opis
Specjalizuje się w literaturze faktu, dziennikarstwie śledczym i eseistyce dotyczącej zjawisk społecznych. Oprócz Piątka i Celińskiego, wśród autorów wydawnictwa są m.in. Jan Śpiewak, Patryk Słowik, Jarosław Makowski, Jakub Dymek, Marek M. Meissner, Bartłomiej Sienkiewicz, Magdalena M. Baran, Piotr Maciążek, Grzegorz Rzeczkowski, Przemysław Witkowski, Konrad Szołajski, Witold Bereś, Krzysztof Burnetko, Mariusz Kowalewski, Zygmunt Bauman, Stanisław Obirek